# Y Apodis
Y Apodis är en pulserande variabel av Mira Ceti-typ (M) i stjärnbilden Paradisfågeln. 
Stjärnan varierar mellan fotografisk magnitud +14,2 och svagare än 16,5 med en period av 247,5 dygn.